# Tolga Zengin
Tolga Zengin (* 10. října 1983, Hopa, Turecko) je turecký fotbalista hrající na postu brankáře, aktuálně v tureckém klubu Beşiktaş JK, kam přestoupil v roce 2013 z Trabzonsporu. Rovněž hráč tureckého reprezentačního týmu, účastník mistrovství Evropy v roce 2008.